# Carlos Bee
Carlos Bee, född 8 juli 1867 i Saltillo i Coahuila, död 20 april 1932 i San Antonio i Texas, var en amerikansk politiker (demokrat). Han var ledamot av USA:s representanthus 1919–1921.
Bees grav finns på Confederate Cemetery i San Antonio i Texas.